# Tiébissou
Tiébissou – miasto w środkowej części Wybrzeża Kości Słoniowej, ośrodek administracyjny departamentu Tiébissou.

## Środowisko naturalne
W Tiébissou panuje klimat tropikalny. Średnia roczna temperatura wynosi 26,5 °C, najwyższa jest w marcu (28,3 °C), zaś najniższa – w sierpniu (25 °C). Średnia roczna suma opadów to 1057 mm, największe opady są we wrześniu, a najmniejsze od listopada do lutego (różnica między opadami w najwilgotniejszym i najsuchszym miesiącu wynosi 160 mm).

## Demografia
W 2014 roku w Tiébissou mieszkały 18 832 osoby, z czego 52,8% stanowili mężczyźni.